# David Colijns

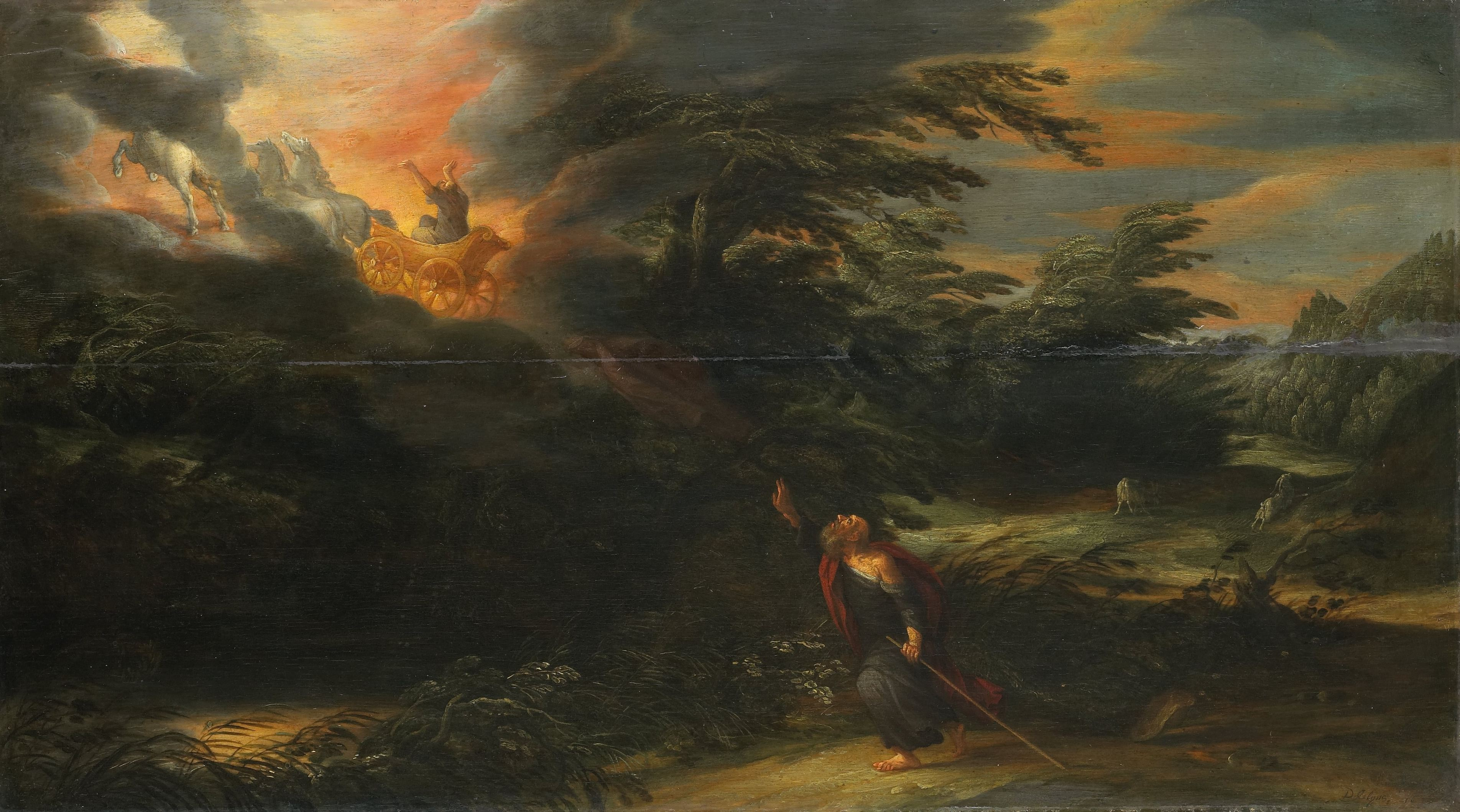
De hemelvaart van Elia (David Colijns, 1627)

David Colijns (Rotterdam, ca. 1582 – Amsterdam, ca. 1666) was een Noord-Nederlandse schilder van kerkinterieurs, historiestukken, landschappen en genrestukken.
Hij werd geboren als zoon van de schilder Chrispiaen Colyn (1547-1618) en Lijsken Engelbertsdr. (†1599). In 1613 trad hij in Amsterdam in het huwelijk met Aefgen Jacobsdr. Schagen, met wie hij een zoon kreeg.
Colijns begon zijn carrière in Rotterdam en verhuisde in 1606 naar Amsterdam, waar hij tot aan zijn dood actief bleef. Hij was lid van het Sint-Lucasgilde en bekleedde daar diverse functies. Hij werkte samen met kunstenaars als Paul Vredeman de Vries, Govert Camphuysen (II) en Jan Spanjaert.
Naast zijn werk als schilder was hij actief als taxateur van schilderijen en verwierf hij aanzienlijke welvaart. Colijns leidde meerdere leerlingen op, waaronder Salomon de Koninck en Theodosius Neyendorp. 
- Biografisch Portaal: 30476093
- Digitale Bibliotheek voor de Nederlandse Letteren: coli021
- RKD-Nederlands Instituut voor Kunstgeschiedenis: 17666
- Union List of Artist Names: 500001405
- Virtual International Authority File: 95689044